# Lee Ga-hyun
Lee Ga-hyun (de nacimiento Kwak Ga-hyun) es una actriz surcoreana. Ganó el título Miss Seúl 2013 y también fue concursante de Miss Corea 2013.

## Filmografía

### Serie de televisión
| Año  | Título                                                 | Papel/Nota(s)     | Red  |
| ---- | ------------------------------------------------------ | ----------------- | ---- |
| 2009 | El regreso de Iljimae                                  | Bong-hee          | MBC  |
| 2009 | ¿Qué hay para Cenar?                                   |                   | MBC  |
| 2009 | My Fair Lady                                           | Lee Jin-joo       | KBS2 |
| 2010 | All About Marriage                                     | escritora Jeong   | KBS2 |
| 2011 | Drama Especial – Princesa Hwapyung, la Pérdida de Peso | Jeong-nan         | KBS2 |
| 2012 | The King's Doctor                                      | Reina Myeongseong | MBC  |
| 2016 | El Real Jugador                                        | Hwa-jin           | SBS  |

### Cine
| Year | Título                    | Rol                |
| ---- | ------------------------- | ------------------ |
| 2008 | Dachimawa Lee             | cameo              |
| 2009 | My Girlfriend Is an Agent | estudiante (cameo) |
| 2014 | Santa Barbara             | cameo              |